# 归州街道
归州街道，是中华人民共和国辽宁省营口市盖州市下辖的一个乡镇级行政单位。

## 行政区划
归州街道下辖以下地区：
槐树房村、归州村、白沙湾村、仰山村、团瓢村、东沟村、三台子村、龙脖子村、西二台子村、房身村、坡子村和厢兰旗村。